# تغير المناخ في بنغلاديش

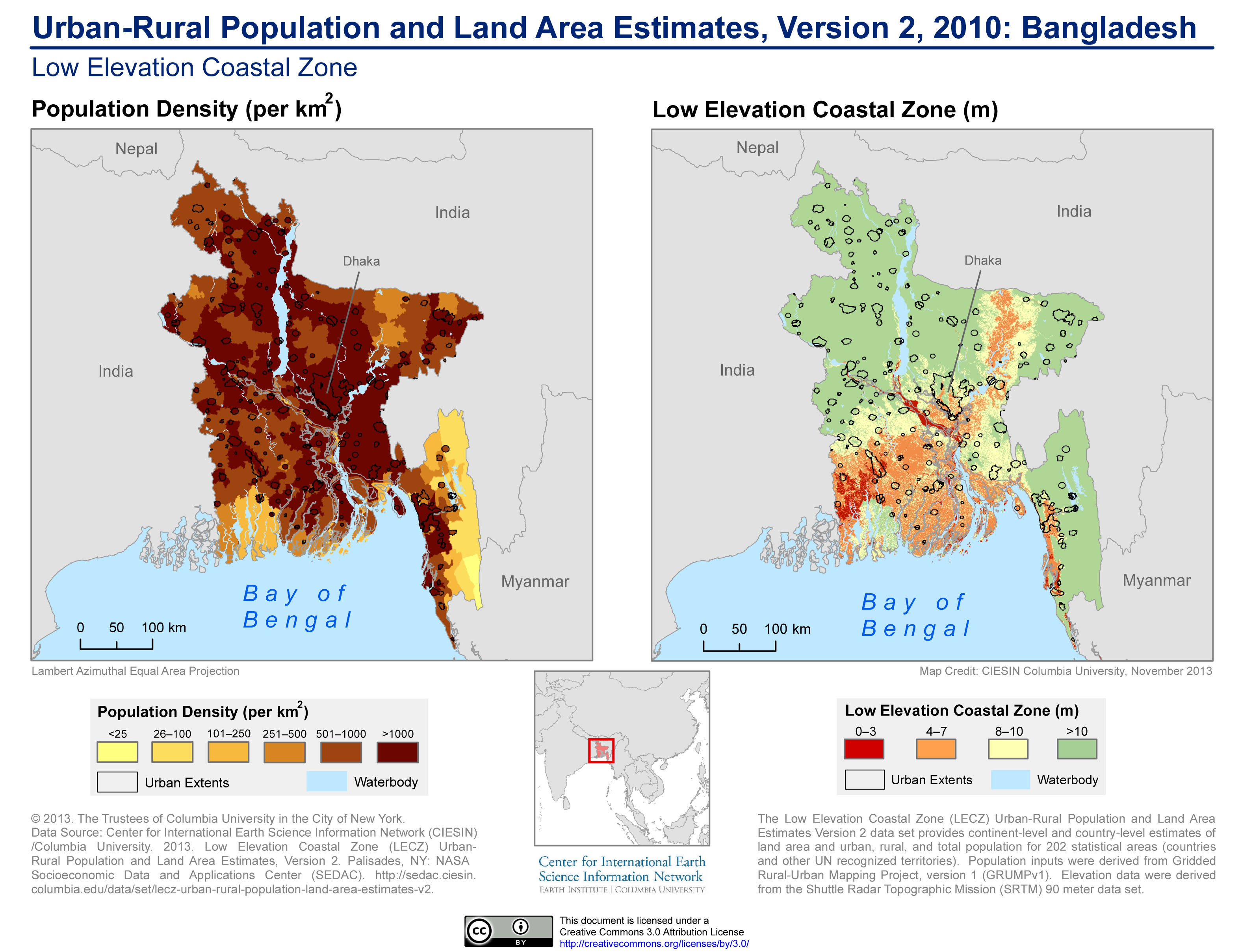

تغير المناخ في بنغلاديش يعد تغير المناخ في بنغلاديش مشكلة ملحة. وفقا لـ ناشيونال جيوغرافيك، فان بنغلاديش واحدة من أكثر الدول عرضة لتأثيرات تغير المناخ. تقع بنغلاديش على مدار السرطان وتتلقى إشعاعًا مباشرًا على مدار العام لكنها تحافظ على درجة حرارة عالية نسبيًا.

## نظرة عامة
تقع بنغلاديش في أسفل نهر الغانج، وبراهمابوترا، ونظام نهر ميغنا (GBM). تسود بنغلاديش ما مجموعه 57 نهراً عابرا للحدود ويتدفق إليها: 54 من الهند المجاورة وثلاثة من ميانمار. البلاد التي لا تملك السيطرة على تدفق المياه والحجم، تصب في خليج البنغال. وإلى جانب ارتفاع مستوى الفقر على نطاق واسع وزيادة الكثافة السكانية، والقدرة على التكيف المحدود، والحكم المحلي غير الفعال، مما جعل المنطقة واحدة من أكثر المناطق تضررا على هذا الكوكب.
هناك ما يقدر بنحو ألف شخص في كل كيلومتر مربع، مع زيادة عدد السكان الوطنيين بمقدار مليوني شخص كل عام. يعاني نصف السكان تقريباً من الفقر (ويعرف بأنه تعادل القوة الشرائية بمبلغ 1.25 دولار أمريكي للفرد في اليوم). ويفتقر السكان إلى الموارد اللازمة للتصدي للكوارث الطبيعية حيث لا تستطيع الحكومة مساعدتهم.قالب:RP
في طبعة عام 2017 من مؤشر جلوبالوتش لمخاطر المناخ، تم الحكم على بنغلاديش بأنها سادس أشد تضرر من الكوارث المناخية في 180 دولة خلال الفترة من 1996 إلى 2015.قالب:RP

## المخاطر والأضرار
ومن المتوقع أن يتأثر، بحلول عام 2020، من 500 إلى 750 مليون شخص بالإجهاد المائي الناجم عن تغير المناخ في جميع أنحاء العالم. المناطق الساحلية المنخفضة، مثل بنغلاديش، معرضة لارتفاع مستوى سطح البحر وزيادة حدوث ظروف مناخية شديدة متطرفة مثل الأعاصير في الفترة 2007 - 2009، بالإضافة إلى ذوبان الجليد القطبي. في معظم البلدان مثل بنغلاديش، ويمكن أن تنخفض الغلة من الزراعة المطرية إلى 50 في المائة بحلول عام 2020. بالنسبة لبلد يعاني من زيادة السكان والجوع، سيكون لهذا تأثير سلبي على الأمن الغذائي. على الرغم من أن آثار تغير المناخ شديدة التباين، فإنه بحلول عام 2030، قد تفقد جنوب آسيا 10 في المائة من غلال الأرز والذرة، في حين قد تشهد الدول المجاورة مثل باكستان انخفاضاً بنسبة 50 في المائة في محصول المحاصيل.
ونتيجة لهذا كله، ستحتاج بنغلاديش إلى التحضير لتكيف طويل الأجل، والذي قد يكون جذرياً مثل تغير مواعيد الزراعة بسبب التغيرات الموسمية، وإدخال أنواع وأنماط مختلفة، وممارسة إمدادات المياه الجديدة وأنظمة الري.قالب:RP

### الأمن الغذائي
مع تزايد عدد السكان الذين يواجهون خسائر في الأراضي الصالحة للزراعة، يشكل تغير المناخ خطراً حقيقياً على السكان الذين يعانون بالفعل من سوء التغذية في بنغلاديش. وعلى الرغم من أن البلاد تمكنت من زيادة إنتاجها من الأرز منذ ولادتها - من 10 ملايين طن متري إلى أكثر من 30 مليون طن - لا يزال حوالي 30 بالمائة من السكان يعانون من سوء التغذية. الآن أكثر من خمسة ملايين هكتار من الأراضي مروية، أي أربعة أضعاف ذلك في عام 1990. على الرغم من إدخال أنواع الأرز الحديثة في ثلاثة أرباع المساحة الإجمالية لري الأرز، فإن التحول المفاجئ في الزيادة السكانية يضع ضغوطا على الإنتاج. يهدد تغير المناخ الاقتصاد الزراعي، الذي، على الرغم من أنه لا يمثل سوى 20 في المئة من الناتج المحلي الإجمالي، ويساهم في أكثر من نصف القوة العاملة. في عام 2007، بعد سلسلة من الفيضانات وإعصار سدر، تعرض الأمن الغذائي لخطر شديد. فبالنظر إلى البنية التحتية للبلاد وآليات الاستجابة للكوارث، ساءت غلال المحاصيل. وقدرت الخسائر في إنتاج الأرز بحوالي مليوني طن متري، مما قد يغذي 10 ملايين شخص. كان هذا هو العامل الوحيد الأكثر أهمية في زيادة الأسعار في عام 2008، والذي أدى إلى خروج حوالي 15 مليون شخص دون الكثير من الطعام. وقد ازداد ذلك سوءًا بسبب الإعصار عاليا.

### السياسات الوطنية والدولية
نظراً للكوارث المتكررة التي تعتمد على تغير المناخ، تحتاج بنغلاديش إلى تعزيز الأمن الغذائي عن طريق صياغة وتنفيذ سياسات جديدة مثل سياسة السجون الوطنية لعام 2006. دعمت منظمة الأغذية والزراعة (الفاو) هذه السياسة من خلال «البرنامج الوطني لتعزيز قدرات السياسات الغذائية» (NFPCSP). وهناك أيضاً مبادرة لبدء «خطة الاستثمار القطري للأمن الغذائي» التي تمكن البلاد من تأمين حوالي 52 مليون دولار أمريكي في إطار «البرنامج العالمي للزراعة والأمن الغذائي» (GAFSP)، مما يجعلها أول متلقي لآسيا. إن المزيد من العمل والتنفيذ الأفضل من الحكومة ضروريان للأنشطة للوصول إلى نتائج مثمرة. وتشارك بالفعل 11 وزارة ووكالة حكومية في هذا المسعى المتكامل. في أعقاب «خطة السواحل الساحلية الباكستانية الشرقية» (CEP) في منتصف القرن العشرين، بدأت بنغلاديش مؤخراً العمل على «الخطة الرئيسية للجنوب». المنطقة الساحلية الجنوبية عرضة للتأثيرات الضارة للمناخ العالمي. وتتعرض المحاصيل والثروة الحيوانية ومصايد الدلتا للتهديد. وهناك خطط لبناء جسر متعدد الأغراض بتكلفة 3 مليارات دولار باسم «بادما» لتحويل القطاع الزراعي في المنطقة. تقدر الحكومة زيادة في الناتج المحلي الإجمالي بحوالي اثنان في المائة نتيجة للمشروع.
في محاولة لتحقيق وضع البلدان المتوسطة الدخل بحلول عام 2021، تركز الحكومة على زيادة الإنتاج الزراعي، والإنتاجية، وتقنيات إدارة المياه، والبنية التحتية للمياه السطحية، والري، ومصايد الأسماك، وتشجيع تطوير الدواجن والألبان. يتلاءم الوقود الحيوي مع هذا السيناريو من خلال توفير الطاقة للزراعة. وفي عام 2006، قدمت وزارة الزراعة إعانة قدرها 30 في المائة للديزل لتزويدها بالري لأغراض الزراعة، واقترحت كذلك دفع مبلغ 7750 مليون دينار بحريني لمساعدة ما يقرب من مليون مزارع بالوقود.قالب:RP

## سياسات التخفيف
تفقد أرض بنغلاديش إلى ارتفاع منسوب مياه البحر، ولكنها تكسب الأراضي من تراكم الرواسب. إن تأثيرات ارتفاع مستوى سطح البحر والتراكم في الأراضي في بنغلاديش شديدة الإقليمية والمتنوعة. ومن شأن تراكم الأراضي الطبيعية، المقترن بالسياسات المستهدفة لتأمين هذه الأراضي لاستخدامها في الزراعة، إمكانية التخفيف جزئياً من آثار الأراضي المفقودة.
وباعتبارها إحدى أقل البلدان نمواً (LDC)، فإن بنغلاديش معفاة من أي مسؤولية لتخفيض انبعاثات غازات الدفيئة، التي هي السبب الرئيسي للاحترار العالمي. ولكن في الآونة الأخيرة، كان هذا هو العامل الحافز لصانعي السياسات لإعطاء كميات أعلى من الانبعاثات في جميع القطاعات تقريبًا مع تجاهل للبيئة. وتقوم الدول الصناعية الكبيرة المتقدمة بانبعاث كميات متزايدة من غازات الاحتباس الحراري (GHG). لا يمكن للبلد أن يذهب بعيداً في صراعه مع الحد من الانبعاثات ومكافحة الاحتباس الحراري مع التمويل الكبير المدعوم ومساعدته على تلقيه من المجتمع الدولي.و توجد خطط مثل «خطة العمل الوطنية للتكيف» (NAPA) لعام 2005، و «إستراتيجية وخطة عمل بنغلاديش لتغير المناخ» (BCCSAP) لعام 2009.
تنص BCCSAP على أن اتباع نهج متكامل أمر ضروري والطريقة الوحيدة للحصول على الاستدامة هو حيث يتم متابعة التنمية الاقتصادية والاجتماعية لاستبعاد إدارة الكوارث، حيث أن إحدى الكوارث الرئيسية ستدمر أي مكاسب اجتماعية اقتصادية. ويلزم خفض ما يتراوح بين 40 و 45 في المائة من انبعاثات غازات الدفيئة بحلول عام 2020 و 90-95 في المائة بحلول عام 2050. وهذا يستخدم مستويات تركيز غازات الدفيئة في عام 1990 كمعيار مرجعي. ومع زيادة عدد السكان والتصنيع السريع، ينبغي أن تكون بنغلاديش في طريقها إلى تطوير مسار منخفض الكربون، بالنظر إلى أنها تتلقى في بادئ الأمر دعما ماليا وتقنيا كبيرا من المجتمع الدولي، ولا تعوق الأهداف الوطنية للنمو الاقتصادي والتنمية الاجتماعية. لكن هناك حاجة إلى خطة قصيرة الأجل أكثر شمولاً. فأنشأت بنغلاديش الصندوق الاستئماني لتغير المناخ في بنغلاديش (BCCTF) وصندوق بنغلادش للتكيف مع تغير المناخ (BCCRF)، حيث خصصت 200 مليون دولار أمريكي وراكمت أكثر من 114 مليون دولار أمريكي على التوالي. على الرغم من بناء 300 ملجأ للأعاصير مع أكثر من 40000 متطوع مدرّب و 1000 كم من السدود، فيجب على بنغلاديش ألا تركز فقط على بناء القدرات وإدارة الكوارث ولكن أيضًا على تعزيز المؤسسات والبنية التحتية وتطوير البحوث والتقنيات منخفضة الكربون من أجل خلق وانشاء خطة التخفيف الشاملة حقا. على الرغم من أنه من المتفق عليه أن استعداد وتعاون الأطراف الحالية لاتفاقية الأمم المتحدة الإطارية بشأن تغير المناخ (194 دولة عضوا حتى عام 2011) ضروري لمساعدة الأمة والأموال مثل المناخ الخاص والدول الأقل نمواً، فإن صندوق التكيف يجب أن يكون متاحاً بسهولة. .قالب:RP

## المساعدات الخارجية والتمويل
وقد تعهدت بلدان مختلفة بتوفير التمويل للتكيف والتخفيف في الدول النامية، مثل بنغلاديش. وقد ألغى الاتفاق ما يصل إلى 30 مليار دولار أمريكي من التمويل القصير الأجل القصير خلال الفترة 2010-2012 من الدول المتقدمة إلى الدول النامية لدعم عملهم في التخفيف من حدة تغير المناخ. هذا التمويل متاح للدول النامية لبناء قدرتها على الحد من الانبعاثات والاستجابة لآثار تغير المناخ. وعلاوة على ذلك، سيتم موازنة هذا التمويل بين التخفيف والتكيف مع البنية التحتية في مختلف القطاعات بما في ذلك الغابات والعلوم والتكنولوجيا وبناء القدرات. علاوة على ذلك، تتعهد اتفاقية كوبنهاغن (COP 15) بتقديم 100 مليون دولار أمريكي من التمويل العام والخاص بحلول عام 2020، معظمها إلى الدول النامية.
هناك اعتقاد خاطئ آخر مفاده أن هذا الاتفاق سيحول التمويل عن الحد من الفقر. يساهم القطاع الخاص وحده بأكثر من 85 في المائة من الاستثمارات الحالية لاقتصاد منخفض الكربون. من أجل تعظيم أي مساهمات مستقبلية من هذا القطاع، يحتاج القطاع العام إلى التغلب على الحواجز السياسية والبيروقراطية التي يتعين على القطاع الخاص أن يواجهها من أجل مستقبل منخفض الكربون.

## روابط خارجية
- Bangladesh Climate Change Trust
- Bangladesh Climate Change at ناشونال جيوغرافيك (مجلة)
- Climate change in Bangladesh at معهد الموارد العالمية
- Climate Change in Bangladesh at البنك الدولي
- Climate Change in Bangladesh: Article at ساينتفك أمريكان
- Climate, Food and Flooding Article at نيويورك تايمز
- Energy, Environment and Climate Change of Bangladesh at برنامج الأمم المتحدة الإنمائي
- Big economies of the future - Bangladesh, India, Philippines, Vietnam and Pakistan - most at risk from climate change: Article at Maplecroft
- http://www.climatechangecell.org.bd/elibrary.html نسخة محفوظة 26 مايو 2015 على موقع واي باك مشين.
- http://www.climatechangecell.org.bd/publications/ResearchDocs/Crop_Insurance.pdf
- Environment and climate change report of Bangladesh